# Italië op de Olympische Winterspelen 1928
Tijdens de Olympische Winterspelen van 1928, die in Sankt Moritz (Zwitserland) werden gehouden, nam Italië voor de tweede keer deel.

## Deelnemers en resultaten

### Bobsleeën
| Olympiër                                                                    | Discipline  | Resultaat | Prestatie                |
| --------------------------------------------------------------------------- | ----------- | --------- | ------------------------ |
| Giancarlo Morpugo Carlo Sem Luigi Cerutti Giuseppe Grivelli Piero Marchetti | 4/5-mansbob | 21e       | 3.34,6 (1.45,0 / 1.49,6) |

De reserve bij het bobsleeën, G. Polvara nam niet deel.

### Langlaufen
| Olympiër         | Discipline | Resultaat | Prestatie |
| ---------------- | ---------- | --------- | --------- |
| Matteo Demetz    | 18 km (m)  | 22e       | 1:57.08   |
| Matteo Demetz    | 50 km (m)  | 20e       | 5:47.47   |
| Ferdinando Glück | 50 km (m)  | 21e       | 5:49.52   |
| Giovanni Testa   | 18 km (m)  | 34e       | 2:08.49   |
| Vitale Venzi     | 18 km (m)  | 35e       | 2:09.28   |

### Noordse combinatie
| Olympiër     | Discipline | Resultaat | Prestatie                                                         |
| ------------ | ---------- | --------- | ----------------------------------------------------------------- |
| Vitale Venzi | mannen     | 20e       | 10,416 punten 18 km: 3,875 (2:09.28) schans: 16,958 (52,0+60,5 m) |

### Schansspringen
| Olympiër         | Discipline | Resultaat | Prestatie                   |
| ---------------- | ---------- | --------- | --------------------------- |
| Vitale Venzi     | mannen     | 13e       | 15,750 punten (50,0+59,0 m) |
| Luigi Bernasconi | mannen     | 33e       | 10,020 punten (46,5+59,0 m) |
| Luciano Zampatti | mannen     | 34e       | 9,687 punten (48,0+49,5 m)  |

### Skeleton
| Olympiër             | Discipline | Resultaat | Prestatie                         |
| -------------------- | ---------- | --------- | --------------------------------- |
| Agostino Lanfranchi  | mannen     | 4e        | 3.08,7 (1.02,1 / 1.02,4 / 1.04,2) |
| Alessandro del Torso | mannen     | 7e        | 3.14,9 (1.05,6 / 1.04,7 / 1.04,6) |

Argentinië · België · Canada · Duitsland · Estland · Finland · Frankrijk · Groot-Brittannië · Hongarije · Italië · Japan · Joegoslavië · Letland · Litouwen · Luxemburg · Mexico · Nederland · Noorwegen · Oostenrijk · Polen · Roemenië · Tsjecho-Slowakije · Verenigde Staten · Zweden · Zwitserland